# Jiaoyuan (köpinghuvudort i Kina, Hubei Sheng, lat 30,02, long 109,44)
Jiaoyuan (kinesiska: 椒园, 椒园镇) är en köpinghuvudort i Kina. Den ligger i provinsen Hubei, i den centrala delen av landet, omkring 470 kilometer väster om provinshuvudstaden Wuhan. Antalet invånare är 23 287. Befolkningen består av 11 222 kvinnor och 12 065 män. Barn under 15 år utgör 17,0 %, vuxna 15-64 år 71 %, och äldre över 65 år 10,0 %.
Runt Jiaoyuan är det ganska tätbefolkat, med 124 invånare per kvadratkilometer. Närmaste större samhälle är Zhushan, 4,6 km sydost om Jiaoyuan. I omgivningarna runt Jiaoyuan växer i huvudsak blandskog.
Genomsnittlig årsnederbörd är 1 647 millimeter. Den regnigaste månaden är september, med i genomsnitt 269 mm nederbörd, och den torraste är december, med 17 mm nederbörd.